# One Piece 3D2Y
Especial 3D2Y: Superando a Morte de Ace! O Voto de Luffy para Seus Companheiros  (ONE PIECE 〝3D2Y〟 エースの死を越えて! ルフィ仲間との誓い) é um especial japonês de 30 de Agosto de 2014 dirigido por Naoyuki Itô. É o quarto especial baseado da série One Piece de Eiichiro Oda. A sua trilha-sonora é interpretada pelo grupo AAA com a música intitulado de “Next Stage” canção "Sayonara no Mae Ni" da banda AAA.